# Gynacantha alcathoe
Gynacantha alcathoe là loài chuồn chuồn trong họ Aeshnidae. Loài này được Lieftinck mô tả khoa học đầu tiên năm 1961.